# Antonio Vighi
 (mars 2023).
Si vous disposez d'ouvrages ou d'articles de référence ou si vous connaissez des sites web de qualité traitant du thème abordé ici, merci de compléter l'article en donnant les références utiles à sa vérifiabilité et en les liant à la section « Notes et références ».
Antonio Vighi (en russe : Anton Karlovitch ; Rome, 1764 - Saint-Pétersbourg, 1844) est un peintre italien qui fut actif à la fin du XVIIIe et dans la première moitié du XIXe siècle.

## Biographie
Antonio Vighi est né à Rome en 1764 d'une famille d'origine émilienne. Son père, Carlo di Paolo, est né à  Santarcangelo di Rimini et a déménagé à Rome au début du XVIIIe siècle. Antonio était le troisième des cinq frères et sœurs.
Dans les années 1780, il entre dans l'atelier de Carlo Labruzzi puis devient l'élève de Giuseppe Cades.
En 1792, il contribua au prix Balestra et remporta le premier prix avec son tableau de Muzio Scevola, qui était défini « comme l'un des meilleurs jamais présentés à ce jour au jugement académique ». Ce tableau montrait déjà sa volonté d'imiter les anciens, selon les préceptes de Mengs et de Winckelmann.
En 1790, Carlo Labruzzi tomba malade et resta à Naples. À partir de 1766 Antonio Vighi déménage dans l'atelier de Giuseppe Cades, un universitaire de San Luca . Grâce au peintre, il fait la connaissance d' Antonio Canova.
En 1796, il entre à l'Accademia di San Luca, où il reste jusqu'en 1798. Cette nouvelle est connue grâce au procès-verbal de son élection[réf. souhaitée].
Il continue à collaborer avec Giuseppe Cades au moins jusqu'en 1793, lorsqu'il participe à la décoration d'une bannière de procession de la Compagnie du Très Saint Sacrement de Mentana à la périphérie de Rome, qui lui permet de recevoir entre 1793 1798 une commande d'un cycle de peintures sur toile, avec des histoires de l'Ancien Testament, à l'intérieur du Palazzo Santucci de Mentana.
Le cycle de peintures à l'intérieur du palais, la seule œuvre qui reste de la période du jeune peintre, présente de rares iconographies, mais l'inspiration (ou dans certains cas la copie) de certains modèles préexistants, extraits de collections de gravures.
Poussé par la recherche d'un emploi plus stable (on sait qu'en 1797, il demanda du travail à Vincenzo Pacetti, à la Galleria Borghese de Frascati) et de la crise due à l'invasion napoléonienne (1798), il accepte l'invitation du tsar Paul Ier de Russie, fils de Catherine II de Russie, quittant Rome à l'été de 1798, deux mois après le départ d'Antonio Canova.
Cette coïncidence, ainsi que les nombreux échanges de lettres, témoignent de la relation qui unit les deux artistes. Vighi a été influencé par l'art de Canova : ses œuvres russes en témoignent, présentant un style résolument néoclassique. Il devint un intermédiaire entre la Russie et l'Italie et responsable de certaines commissions que Canova avait reçues pour Saint-Pétersbourg.
En Russie, en 1800, il est élu académicien de mérite à l'Académie de San Luca. Il reste en Russie jusqu'à la fin de ses jours y devenant le plus grand peintre d'art décoratif du XVIIIe siècle. Il entre à l'Académie impériale russe où il se vit offrir une chaire de professeur. Parmi ses œuvres les plus célèbres, il y a la décoration du palais Yusupov, où se trouve la salle qui a pris son nom, la salle d'Antonio Vighi. Il meurt à Saint-Pétersbourg en 1844.
Divers tableaux de sa composition sont visibles au musée Museo Poldi Pezzoli à Milan.

## Principales œuvres
- Triomphe d'Hercule, fresque, plafond de la salle Antonio Vighi, palais Youssoupov, Saint-Pétersbourg[1].
- Portrait de l'Amiral Giulio Renato Litta (1808), Museo Poldi Pezzoli, Milan.
- Deux Grâces (v. 1822), panneau mural, Chambre des porcelaines[2].
- Fresques, Palais Michel, Saint-Pétersbourg, Russie.
- Fresques, salle de la Malachite, Palais de l'Ermitage, Saint-Pétersbourg, Russie.
- Fresques du Palais Mikhaïlovski, Saint-Pétersbourg